# Люрик
Люрик (Alle alle) — невеликий морський птах родини алькових (Alcidae). Єдиний представник роду. В Україні рідкісний залітний птах.

## Підвиди
Поділяється на два підвиди, що гніздяться на різних островах Арктики. Перший з них, A. а. alle, мешкає в Гренландії, на Свальбарді та на Новій Землі, тоді як інший підвид A. а. polaris гніздиться на Землі Франца-Йосифа.

## Зовнішній вигляд
Величина люриків близько 20 см, а розмах крил — близько 35 см. Вони приблизно вдвічі менші, ніж атлантичний тупик (Fratercula arctica). У дорослих особин голова, шия, спина і крила чорного кольору, а живіт білий. Хвіст у них існує лише в сильно зредукованій формі. Взимку білою стає і нижня частина голови.

## Поведінка
Політ люрика зазвичай рівний з швидкими помахами крил. Як й інші алькові, люрики ловлять свою здобич у воді. Головною їжею для них є ракоподібні, проте невелика риба також стає їх здобиччю. Перед полюванням люрики збиваються у величезні зграї.
Ареалами гніздування є прибережні гірські масиви, в яких люрики утворюють великі колонії. Гніздо, куди вони зазвичай відкладають одне яйце, знаходиться в ущелинах скель. Взимку ці птахи здійснюють міграцію до південніших районів північного Атлантичного океану. Пізні осінні бурі можуть змусити люриків мігрувати ще далі на південь, іноді вони долітають до Північного моря.

## Загрози
Люрики немало потерпають через забруднення навколишнього середовища, особливо від аварій нафтових танкерів. Проте завдяки своїй спеціалізації на ракоподібних вони не дуже чутливі до скорочення популяції риби внаслідок промислу людини. Тим не менш в Гренландії популяція люриків поступово скорочується, а в Ісландії зникла повністю. Деякі дослідники пов'язують це з потеплінням клімату. Основними природними ворогами люриків є великий полярний мартин (Larus hyperboreus) і песець (Alopex lagopus). Спостерігалося також, як яйця люриків поїдали білі ведмеді (Ursus maritimus).

## Галерея

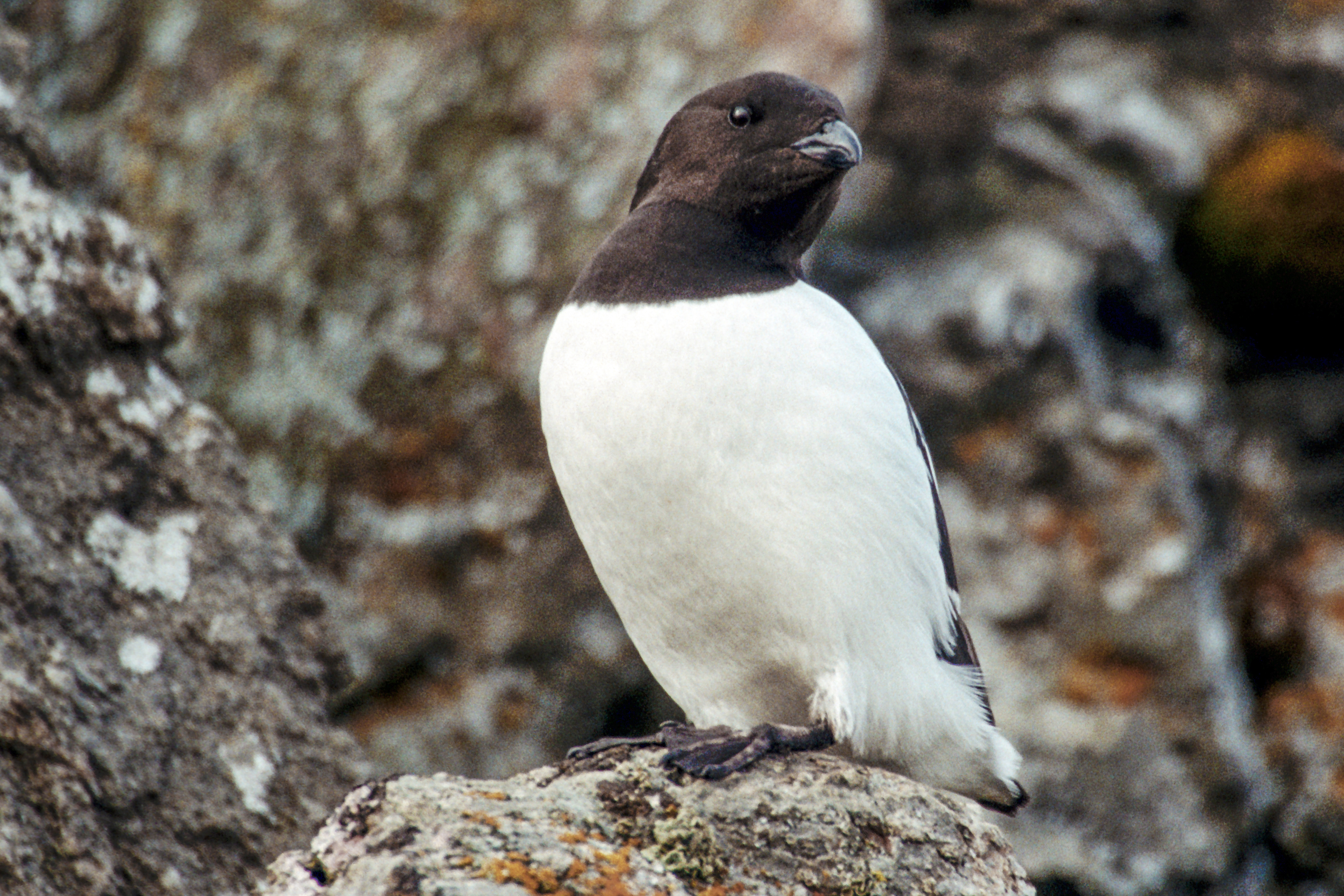
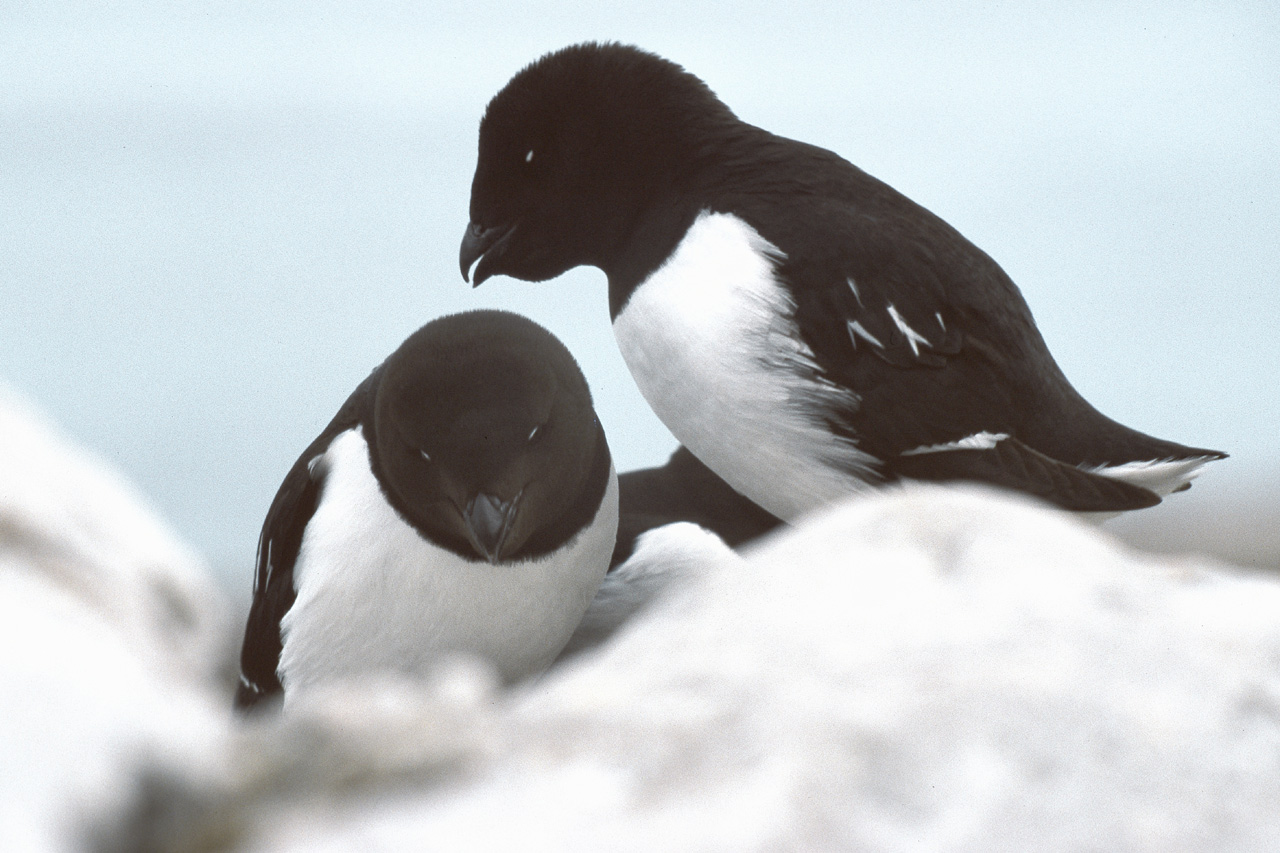
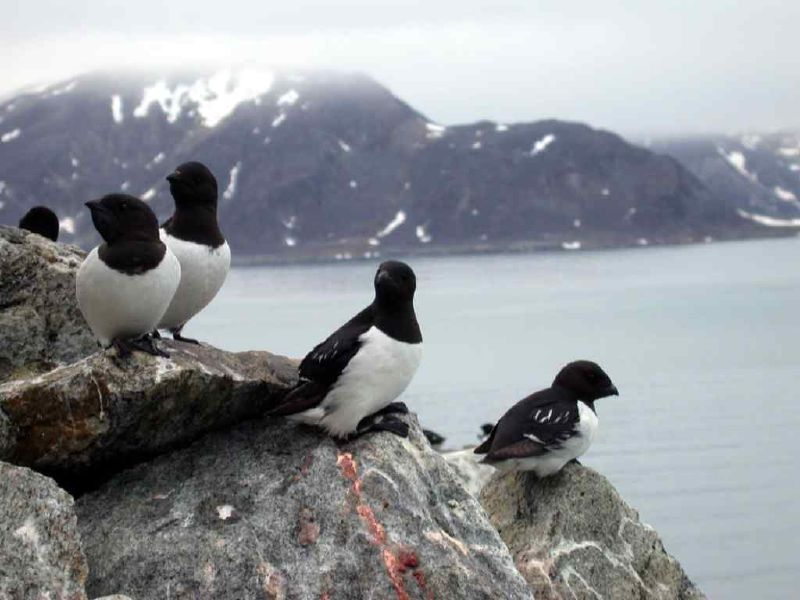
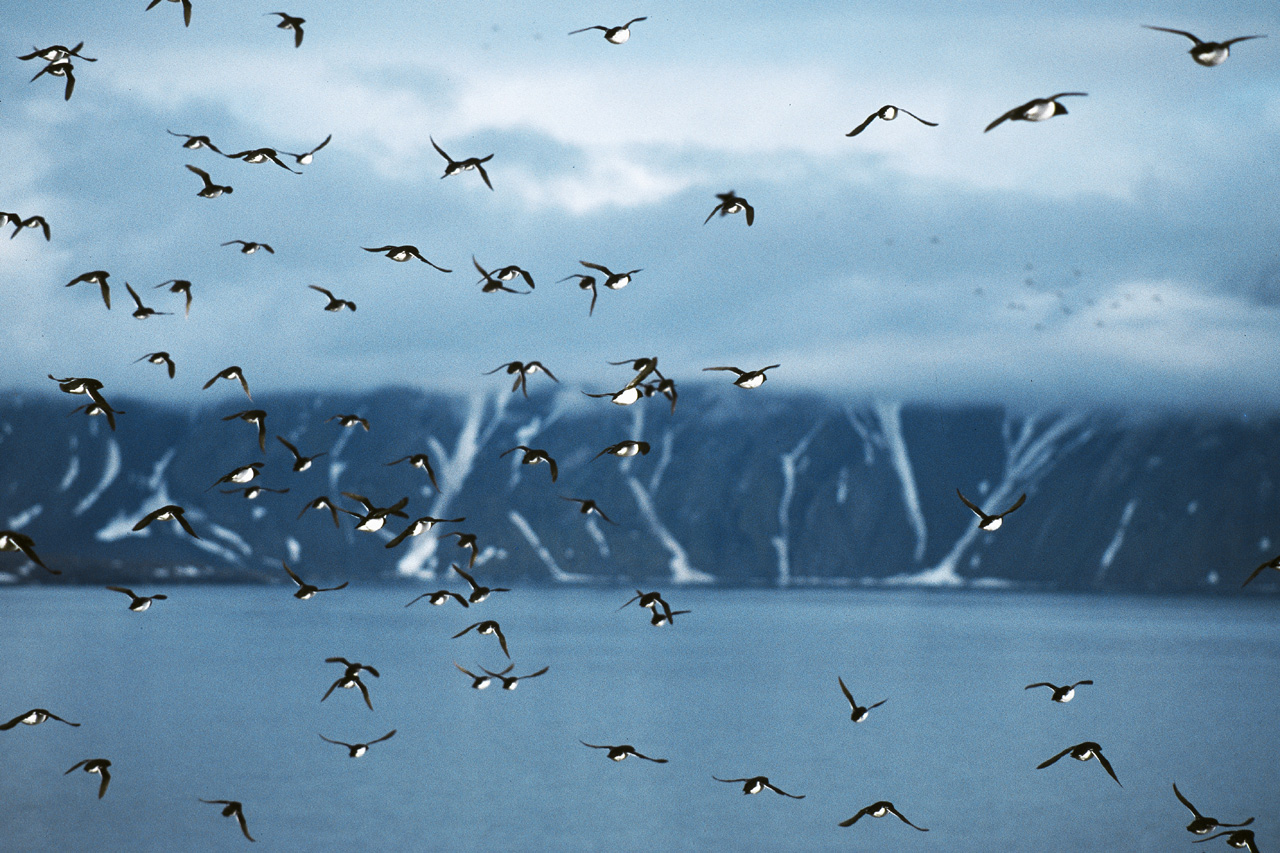
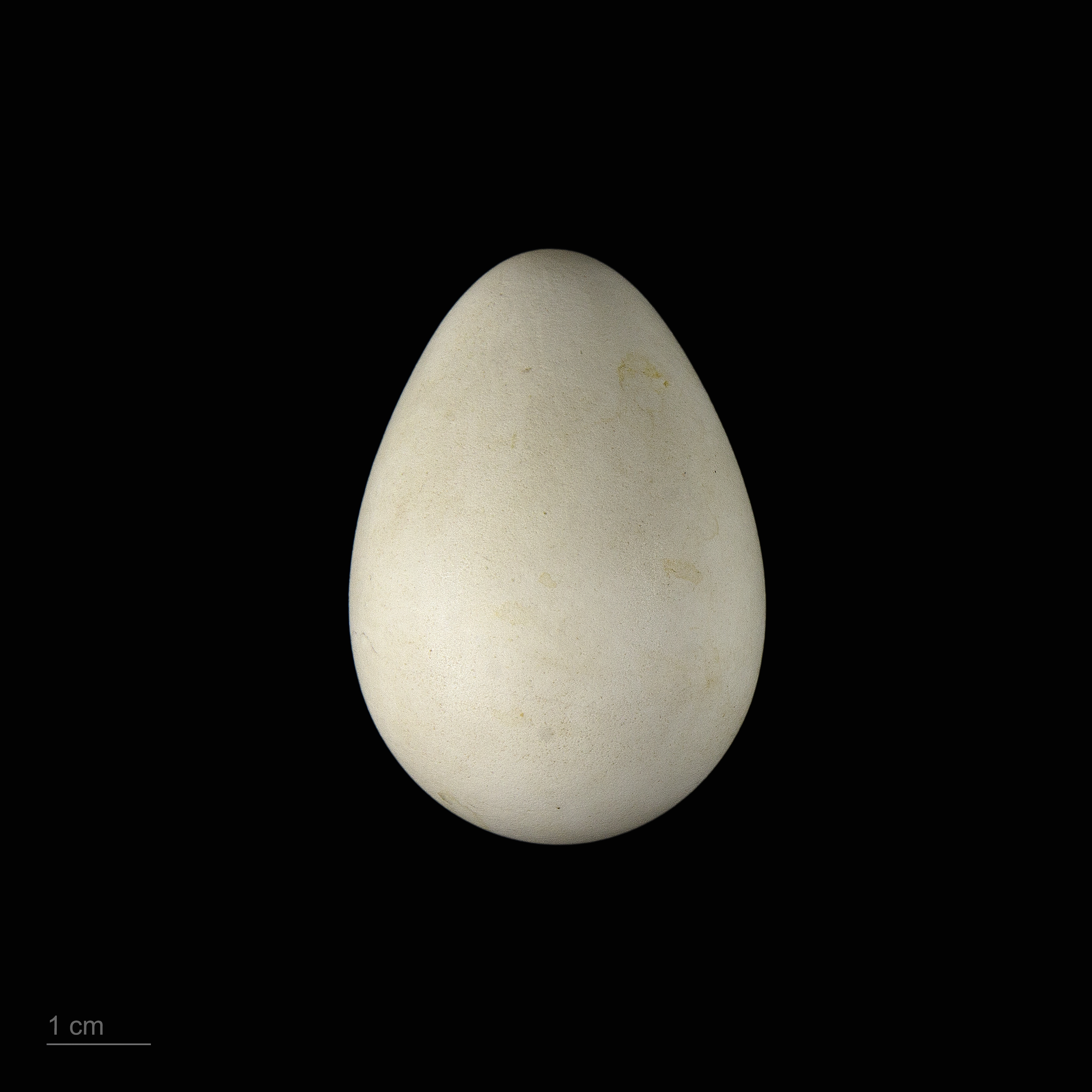
Яйце люрика (Тулузький музей)